# Вирський Дмитро Станіславович
Дмитро Станіславович Вирський (нар.16 жовтня 1972, Кременчук) — науковець, доктор історичних наук, дослідник проблем української історіографії та ранньомодерної історії України.

## Біографія
Народився 16 жовтня 1972 у Кременчуці Полтавської області.
1998 закінчив історичний факультет Дніпровського національного університету імені Олеся Гончара.
1998–2001 — лаборант, асистент, старший викладач, доцент кафедри соціально-політичних наук, доцент кафедри українознавства, заступник декана юридичного факультету (нині Факультет права і гуманітарних наук) Кременчуцького національного університету.
З 2001 — старший, а з 2010 провідний науковий співробітник відділу української історіографії Інституту історії України НАН України.
Заочно закінчив аспірантуру при історичному факультеті Дніпровського національного університету. Кандидатська дисертація «Ст. Оріховський-Роксолан як історик та політичний мислитель» (2000, наук. кер — д. і. н. І. І. Колесник). 
У 2009 році захистив докторську дисертацію на тему «Річпосполитська історіографія України (XVI — середина XVII ст.)».

## Нагороди
- 24 вересня 2013 року Кременчуцька міська рада нагородили почесним знаком «За заслуги перед містом»[1]

## Наукова діяльність

##### Монографії
1. Вирський Д. С. Станіслав Оріховський-Роксолан як історик та політичний мислитель. — К.; Кременчук, 2001 Текст [Архівовано 14 липня 2014 у Wayback Machine.]
2. Вирський Д. С. та ін. Кременчук: історія 1571—2001. — Кременчук, 2002 (готувалося до друку)
3. Вирський Д. Кременчук 1917—1920 рр.: провінційні образи революції. — К.: Ін-т історії України НАН України, 2003. — 80 с.
4. Вирський Д. «Українне місто»: Кременчук від заснування до 1764 р. — К.: Ін-т історії України НАН України, 2004. — 436 с. — Анотація [Архівовано 5 березня 2016 у Wayback Machine.]
5. Вирський Д. «Дискурс про козаків» (характеристики українського козацтва в річпосполитській історіографії останньої третини XVI — середини XVII ст.). — К.: Ін-т історії України НАН України, 2005. — 111 с.
6. Вирський Д. Околиця Ренесансу: річпосполитська історіографія України (XVI — середина XVII ст.): У 2-х ч.. Ч. 1/ Д. Вирський. — К.: Ін-т історії України НАН України, 2007. — 326 с. — Анотація [Архівовано 5 березня 2016 у Wayback Machine.]
7. Вирський Д. Околиця Ренесансу: річпосполитська історіографія України (XVI — середина XVII ст.): У 2-х ч.. Ч. 2: (Додатки)/ Д. Вирський. — К.: Ін-т історії України НАН України, 2007. — 175 с. — Анотація [Архівовано 5 березня 2016 у Wayback Machine.]
8. Вирський Д. Річпосполитська історіографія України (XV — середина XVII ст.) / НАН України. Інститут історії України. — У 2-х ч. — К.: Інститут історії України, 2008. — Ч. 1. — 502 с. — Текст [Архівовано 5 березня 2016 у Wayback Machine.]
9. Річпосполитська історіографія України (XVI — середина XVII ст.) / НАН України. Інститут історії України. — У 2-х ч. — К.: Інститут історії України, 2008. — Ч. 2 (Додатки). — 466 с. — Текст [Архівовано 5 березня 2016 у Wayback Machine.]
10. Вирський Д. «Українне місто»: Кременчук від заснування до року 1764-го. — 2-ге вид., випр., доп. — К., Видавничий дім «Києво-Могилянська академія», 2011. — 681 с.: іл. — Анотація [Архівовано 5 березня 2016 у Wayback Machine.]
11. Присяга Миргородського полку 1732 року/ опрацювали Д. Вирський, Р. Москаленко. — К.: Інститут історії України, 2011. — 105 с. — Текст [Архівовано 5 березня 2016 у Wayback Machine.]
12. Присяга Миргородського полку 1718 року/ опрацювали Д. Вирський, Р. Москаленко. — К.: Інститут історії України, 2012. — 233 с. — Текст
13. Вирський Д. Роксолани серед Сарматів: річпосполитська історіографія України (кінець XV ст. — 1659) / НАН України. Інститут історії України. — К.: Інститут історії України, 2013. — 295 с. — Текст [Архівовано 6 березня 2016 у Wayback Machine.]
14. Вирський Д. Станіслав Оріховський-Роксолан: життя і пам'ять / НАН України. Інститут історії України.— К.:  Інститут історії України, 2013. — 215 с. — Текст [Архівовано 6 березня 2016 у Wayback Machine.]
15. Вирський Д. Війни українні: хроніки татарського прикордоння України (XVI — середина XVII ст.) / НАН України. Інститут історії України. — К.: Інститут історії України, 2016. — 299 с. — Текст [Архівовано 18 листопада 2016 у Wayback Machine.]
16. Вирський Д.Новоросія Incognita: Кременчук 1764—1796 рр. (матеріали з історії регіональної столиці) / НАН України. Інститут історії України. — К.: Інститут історії України, 2019. — 214 с. — Текст [Архівовано 9 лютого 2019 у Wayback Machine.][2]
17. Вирський Д. Початок сучасності: друга хвиля глобалізації, кінець Старого Порядку та Україна (XV — середина XIX ст.) / Наук. ред. І. Колесник. НАН України. Інститут історії України. ‒ К.: НАН України. Інститут історії України, 2019. ‒ 162 с. — Текст [Архівовано 18 березня 2022 у Wayback Machine.][3]
18. Вирський Д. Річ Посполита про козаків (1560-і – початок 1650-х рр.) / НАН України. Інститут історії України. – К.: Інститут історії України, 2021. – 288 с. — Текст [Архівовано 24 липня 2021 у Wayback Machine.]

##### Статті
1. Вирський Дмитро [Рец.:] Danuta Quirini-Poplawska. Wloski handel czarnomorskimi niewolnikami w poznym srednioieczu // Соціум. — Київ: Інститут історії України НАН України, 2003. — № 3. — c.274-280 — Повний текст [Архівовано 10 березня 2016 у Wayback Machine.].
2. Вирський Дмитро А. В. Пивовар. Поселення «Задніпрських місць» до утворення Нової Сербії в документах середини XVIII ст. — Київ: Академперіодика, 2003. — 336 с. // Соціум. — Київ: Інститут історії України НАН України, 2005. — № 5. — c.281-282 — Повний текст [Архівовано 12 липня 2019 у Wayback Machine.].
3. Вирський Д. С. «Зем'янин» Псевдо-Оріховського як пам'ятка консервативної суспільної думки України XVI ст. // Український історичний журнал. — Київ, «Дієз-продукт», 2005. — № 6. — c.190-198 — Повний текст [Архівовано 13 березня 2022 у Wayback Machine.].
4. Вирський Дмитро Кілька слів від редакції // Ейдос. — Інститут історії України, 2005. — № 1. — c.83-88
5. Вирський Дмитро Річпосполитська історіографія XVI — початку XVII ст. як «вітчизняна» для українців // Ейдос. — Інститут історії України, 2005. — № 1. — c.261-270
6. Ковалевська Ольга, Вирський Дмитро «Науковий Переяслав»: Літня школа молодих науковців України та Росії (2003, Переяслав-Хмельницький) // Ейдос. — Інститут історії України, 2005. — № 1. — c.369-375
7. Вирський Дмитро Ранньомодерна історіографія України: проблеми репрезентації // Ейдос. — Інститут історії України, 2006. — № 2. — c.225-234
8. Вирський Дмитро Кременчуччина: кордони представлення, історіографія та джерела // Регіональна історія України. — Київ: Інститут історії України НАН України, 2007. — № 1. — c.247-258 — Повний текст [Архівовано 6 березня 2016 у Wayback Machine.].
9. Вирський Д. Опис Українських земель у «Polonia» Шимона Старовольського (1632) // Історико-географічні дослідження в Україні. — Київ: Інститут історії України НАН України, 2007. — № 10. — c.46-63 — Повний текст [Архівовано 10 березня 2022 у Wayback Machine.].
10. Вирський Дмитро Україна в перших «Полоніях» (країнознавчі видання Я. А. Красіньського та М. Кромера про українські землі) // Регіональна історія України. — Київ: Інститут історії України НАН України, 2008. — № 2. — c.201 — Повний текст [Архівовано 6 березня 2016 у Wayback Machine.].
11. Вирський Д. С. Татарська війна взимку: опис битви під Ольшаницею 1527 р. Й. Л. Деція // Український історичний журнал. — Київ, «Дієз-продукт», 2008. — № 5. — c.210-216 — Повний текст [Архівовано 7 березня 2016 у Wayback Machine.].
12. Вирський Дмитро УКРАЇНСЬКЕ КОЗАЦТВО У ХРОНІЦІ Я. І. ПЕТРИЦІЯ (БЛ. 1622 ТА 1637 РР.) // Український історичний збірник. — Київ: Інститут історії України НАН України, 2008. — № 11. — c.40-45 — Повний текст [Архівовано 6 березня 2016 у Wayback Machine.].
13. Вирський Дмитро Річпосполитська історіографія України як етап вітчизняного історіографічного процесу // Ейдос. — Інститут історії України, 2008. — № 3. — c.178-187 — Повний текст[недоступне посилання з червня 2019].
14. Вирський Д. Українське Подніпров'є в С. Сарницького «Описі давньої та нової Польщі» (1585) // Історико-географічні дослідження в Україні Число 11. — Інститут історії України, 2009. — № 11. — c.19-35 — Повний текст [Архівовано 9 березня 2016 у Wayback Machine.].
15. Вирський Д. С. Полковник Михайло Криса — малознаний герой/антигерой Козацької революції // Український історичний журнал. — Київ, «Дієз-продукт», 2009. — № 5. — c.65-70 — Повний текст [Архівовано 11 березня 2016 у Wayback Machine.].
16. Вирський Д. С. І. С. Стороженко. Богдан Хмельницький і Запорозька Січ кінця XVI — середини XVII століть. — Кн. 2: Генезис, еволюція та реформування організаційної структури Січі // Український історичний журнал. — Київ: Інститут історії України НАН України, 2009. — № 2. — c.218-224 — Повний текст [Архівовано 23 листопада 2018 у Wayback Machine.].
17. Вирський Д. С. Битва під Білою Церквою 1626 р. та «Реляція правдива…» Яна Доброцеського // Український історичний журнал. — К: «Дієз-продукт», 2010. — № 6. — c.150-160 — Повний текст [Архівовано 1 березня 2016 у Wayback Machine.].
18. Вирський Д. С. Анонімний «Катафалк рицерський» (1650 р.) про початок козацької революції (кампанія 1648 р.) / Український історичний журнал № 6 (507) за листопад-грудень 2012.— С. 169—184. ISSN 0130-5247